# Gran Premio d'Italia 1931
Il Gran Premio d'Italia 1931, valido come prova inaugurale del Campionato europeo di automobilismo 1931, si disputò all'Autodromo nazionale di Monza e fu vinto da Giuseppe Campari e Tazio Nuvolari.
Dopo che le edizioni del 1929 e del 1930 non furono disputate, questa fu la IX edizione del Gran Premio d'Italia.

## La gara
La gara fu disputata il 24 maggio 1931 sulla durata delle 10 ore (come tutte e tre le gare di quell'anno valevoli per il Campionato europeo di automobilismo, oltre che quello d'Italia, anche il GP di Francia e il GP del Belgio) e l'equipaggio vincitore, Giuseppe Campari e Tazio Nuvolari su Alfa Romeo 8C 2300, in questo tempo riuscì a percorrere 155 giri del percorso di 10 km per un totale di 1.550 km
Il giro più veloce fu il 24º di Campari che fermò il cronometro a 3'32"800 alla media di 169,173 km/h, finalmente battendo lo strabiliante record 3'34"600, alla media di 167,753 km/h, stabilito nel 1924 da Antonio Ascari con l'Alfa Romeo P2.
Furono 14 gli equipaggi presenti al via e di questi ne vennero classificati 8 al termine della gara.
Il Gran Premio d'Italia aveva ormai raggiunto la consuetudine di essere disputato, come avviene del resto anche oggi, all'inizio di settembre ma in questa occasione, data la particolare lunghezza della prova, venne scelta una data primaverile per avere un maggior numero di ore di luce.
L'Alfa Romeo si era iscritta al via della gara di casa con tre equipaggi ufficiali, quelli di Giuseppe Campari/Luigi Arcangeli, Tazio Nuvolari/Baconin Borzacchini e Ferdinando Minoia/Goffredo Zehender ma la situazione subì molte variazioni: durante le prove, mentre testata la nuova Alfa Romeo 3500 bimotore tipo A, Luigi Arcangeli ebbe un incidente che lo portò alla morte e venne sostituito in partenza da Attilio Marinoni. Nei primi giri di corsa la vettura condotta da Nuvolari e Borzacchini ebbe un guasto e, dato che il regolamento lo consentiva, i due piloti vennero abbinati a Campari e Minoia rispettivamente, andando a comporre i due equipaggi che arrivarono ai primi due posti della classifica finale.

## Classifica

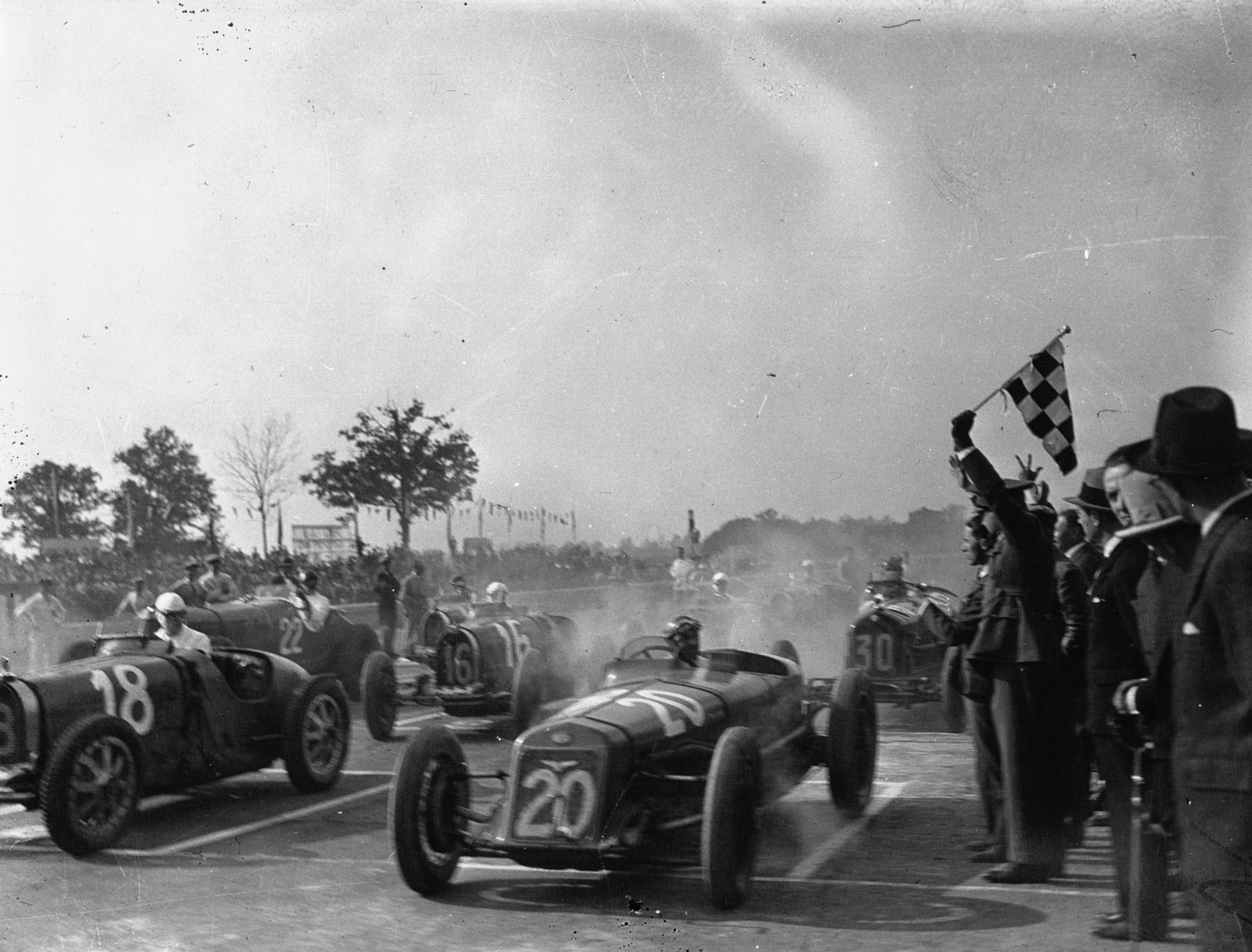
La partenza della corsa

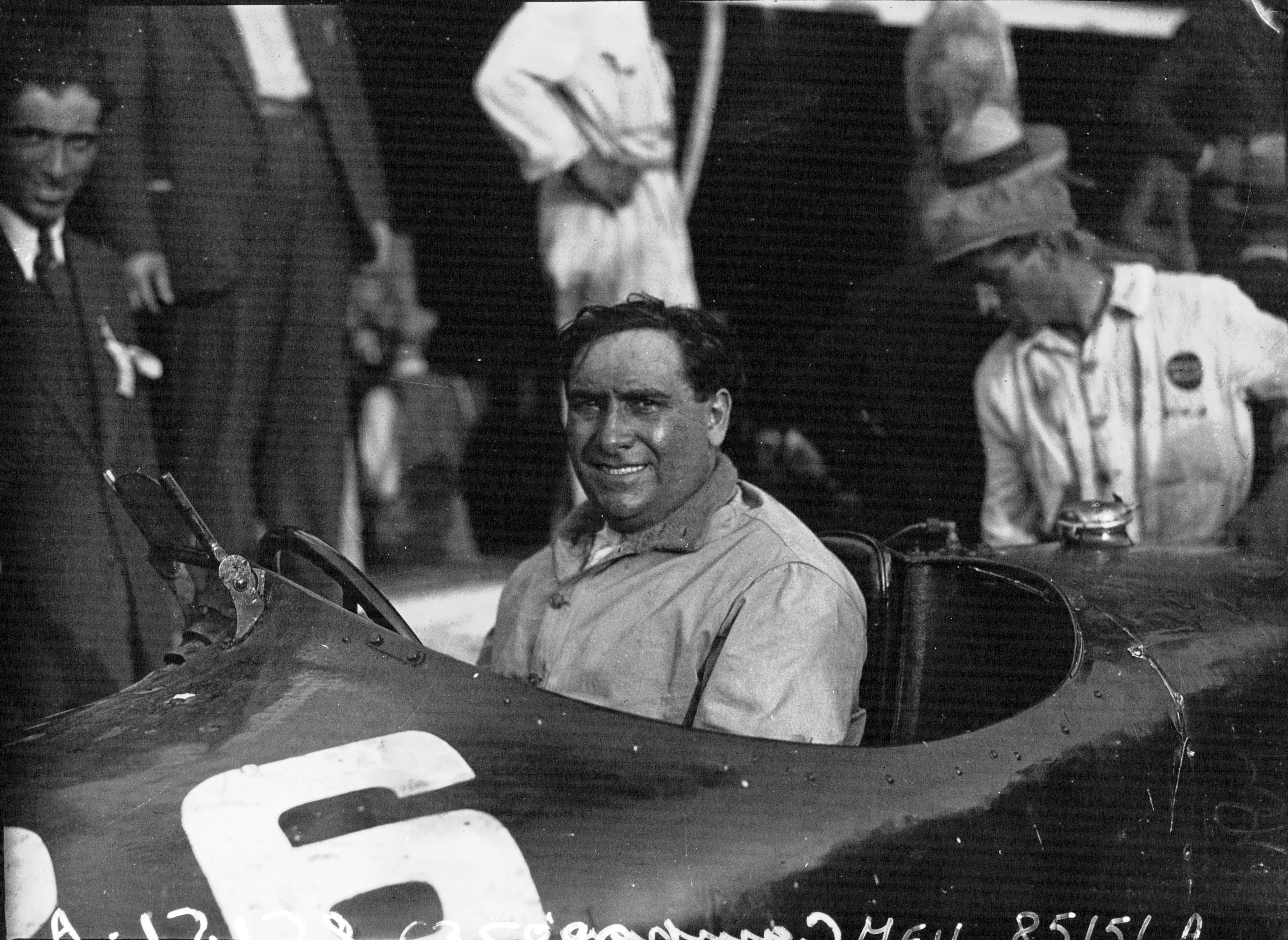
Giuseppe Campari

| Pos. | Nº | Pilota              | Team             | Auto                            | Giri | Tempo/Causa ritiro           | Griglia | Punti |
| ---- | -- | ------------------- | ---------------- | ------------------------------- | ---- | ---------------------------- | ------- | ----- |
| 1    | 26 | Giuseppe Campari    | Alfa Corse       | Alfa Romeo 8C 2300              | 155  | 10:00:0.7                    | 1       | 1     |
| 1    | 26 | Tazio Nuvolari      | Alfa Corse       | Alfa Romeo 8C 2300              | 155  | 10:00:0.7                    | 1       | n/a   |
| 2    | 30 | Ferdinando Minoia   | Alfa Corse       | Alfa Romeo 8C 2300              | 153  | +2 giri                      | 6       | 2     |
| 2    | 30 | Baconin Borzacchini | Alfa Corse       | Alfa Romeo 8C 2300              | 153  | +2 giri                      | 6       | n/a   |
| 3    | 14 | Albert Divo         | Bugatti          | Bugatti Type 51                 | 152  | +3 giri                      | 7       | 3     |
| 3    | 14 | Guy Bouriat         | Bugatti          | Bugatti Type 51                 | 152  | +3 giri                      | 7       | 3     |
| 4    | 18 | Jean-Pierre Wimille | Scuderia Privata | Bugatti Type 37A                | 138  | +17 giri                     | 2       | 4     |
| 4    | 18 | Jean Gaupillat      | Scuderia Privata | Bugatti Type 37A                | 138  | +17 giri                     | 2       | 4     |
| 5    | 22 | Boris Ivanowski     | Scuderia Privata | Mercedes-Benz SSKL              | 134  | +21 giri                     | 4       | 4     |
| 5    | 22 | Henri Stoffel       | Scuderia Privata | Mercedes-Benz SSKL              | 134  | +21 giri                     | 4       | 4     |
| 6    | 32 | Francesco Pirola    | Alfa Corse       | Alfa Romeo 6C 1500              | 129  | +26 giri                     | 13      | 4     |
| 6    | 32 | Giovanni Lurani     | Alfa Corse       | Alfa Romeo 6C 1500              | 129  | +26 giri                     | 13      | 4     |
| 7    | 38 | Amedeo Ruggeri      | Scuderia Privata | Talbot Darracq 700              | 120  | +35 giri                     | 10      | 4     |
| 7    | 38 | Renato Balestrero   | Scuderia Privata | Talbot Darracq 700              | 120  | +35 giri                     | 10      | 4     |
| 8    | 8  | Umberto Klinger     | Maserati         | Maserati 26M                    | 111  | +45 giri                     | 14      | 5     |
| 8    | 8  | Pietro Ghersi       | Maserati         | Maserati 26M                    | 111  | +45 giri                     | 14      | 5     |
| Rit  | 40 | Roberto di Vecchio  | Scuderia Privata | Talbot Darracq 700              | 87   | +68 giri                     | 8       | 5     |
| Rit  | 40 | Gerolamo Ferrari    | Scuderia Privata | Talbot Darracq 700              | 87   | +68 giri                     | 8       | 5     |
| 9    | 20 | Robert Sénéchal     | Delage           | Delage 15SB                     | 81   | +74 giri                     | 3       | 5     |
| Rit  | 16 | Marcel Lehoux       | Bugatti          | Bugatti Type 51                 | 49   |                              | 5       | 6     |
| Rit  | 16 | Philippe Étancelin  | Bugatti          | Bugatti Type 51                 | 49   | 6                            | 5       |       |
| Rit  | 12 | Achille Varzi       | Bugatti          | Bugatti Type 51                 | 44   | Differenziale                | 11      | 6     |
| Rit  | 12 | Louis Chiron        | Bugatti          | Bugatti Type 51                 | 44   | Differenziale                | 11      | 6     |
| Rit  | 28 | Tazio Nuvolari      | Alfa Corse       | Alfa Romeo 8C 2300              | 33   | Avaria                       | 9       | 7     |
| Rit  | 28 | Baconin Borzacchini | Alfa Corse       | Alfa Romeo 8C 2300              | 33   | Avaria                       | 9       | 7     |
| Rit  | 50 | Alfredo Caniato     | Alfredo Caniato  | Alfa Romeo 6C 1750              | 15   |                              | 12      | 7     |
| Rit  | 50 | Mario Tadini        | Alfredo Caniato  | Alfa Romeo 6C 1750              | 15   | 7                            | 12      |       |
| NP   | 24 | Luigi Arcangeli     | Alfa Corse       | Alfa Romeo 3500 bimotore tipo A |      | Incidente fatale nelle prove |         | 8     |